# Zirakpur
Zirakpur é uma cidade e uma nagar panchayat no distrito de Mohali, no estado indiano de Punjab.

## Demografia
Segundo o censo de 2001, Zirakpur tinha uma população de 25,006 habitantes. Os indivíduos do sexo masculino constituem 57% da população e os do sexo feminino 43%. Zirakpur tem uma taxa de literacia de 63%, superior à média nacional de 59.5%: a literacia no sexo masculino é de 69% e no sexo feminino é de 56%. Em Zirakpur, 15% da população está abaixo dos 6 anos de idade.